# 네드 비티
네드 비티(Ned Beatty, 1937년 7월 6일 ~ 2021년 6월 13일)는 미국의 배우이다.

## 출연 작품

### 영화
- 모두가 대통령의 사람들 (1976)
- 네트워크 (1976)
- 슈퍼맨 (1978)
- 슈퍼맨 2 (1980) - 오티스 역
- 백 투 스쿨 (1986)
- 루디 이야기 (1993)
- 더블 타겟 (2007)
- 램파트 (2011)
- 테디 베어스 (2013, The Big Ask) - 칼 역

### 애니메이션 영화
- 토이 스토리 3 (2010)
- 랭고 (2011) - 거북이 존 역

### 다큐멘터리 영화
- 캐스팅 바이 (2012, Casting By)